# Pedro Huilca
Pedro Crisólogo Huilca Tecse (Ccorca, 4 de diciembre de 1949-Lima, 18 de diciembre de 1992) fue un líder sindicalista y militante de izquierda peruano que llegó a ser secretario general de la Confederación General de Trabajadores del Perú. Fue brutalmente asesinado en 1992 mientras ocupaba ese cargo en plena crisis política y de seguridad. Si bien existen versiones contradictorias sobre la autoría de su asesinato, la justicia peruana no ha podido aclarar los hechos más allá de duda razonable ni condenar a ninguno de los responsables.

## Biografía
Cursó estudios primarios en el Centro Educativo del Círculo de Obreros Católicos del Cusco, luego culminó la secundaria en el Colegio Nacional de Ciencias; mientras, para apoyar el sostenimiento del hogar, empezó a trabajar como obrero de construcción civil. Por carencias económicas y su compromiso en el movimiento sindical, no pudo culminar su carrera de Derecho en la Universidad de San Antonio Abad.
A inicios de la década del setenta, asumió su primera responsabilidad sindical en un Comité de Obra, donde fue elegido Secretario de Deportes. Posteriormente, fue elegido por unanimidad Secretario General del Sindicato de Trabajadores en Construcción Civil y Artes Decorativas del Cuzco y a los pocos meses asumió la conducción de la Federación Departamental de Trabajadores del Cuzco (FDTC).
A partir de 1990, por acuerdo del XII Congreso, se hace cargo de la Secretaría General de la Confederación General de Trabajadores del Perú, la central obrera más importante del país, desde donde luchó contra las medidas de ajuste económico del gobierno del presidente Alberto Fujimori. Cuando este último cometió un golpe de Estado el domingo 5 de abril de 1992, Huilca fue uno de los primeros líderes sociales en condenar la ruptura del orden constitucional.
Durante su liderazgo sindical, logró un diálogo fluido con los directivos de la Cámara Peruana de la Construcción (Capeco), de la Confederación Nacional de Instituciones Empresariales Privadas (Confiep) y con diversas autoridades gubernamentales, posición que provocó que Sendero Luminoso le calificara de "revisionista".
De ese modo, Huilca era un duro opositor tanto del gobierno dictatorial en curso como de la insurgencia senderista. Por una parte, de acuerdo con la versión del periodista Ricardo Uceda, en mayo de 1991 se presentó a la dirigencia senderista un plan para asesinarlo que Abimael Guzmán desaprobó. Por otra parte, ante sus duras críticas presentadas en la Conferencia Anual de Ejecutivos (CADE) de diciembre de 1992, el presidente Fujimori le respondió que «este ya no es el país donde mandan las cúpulas de la CGTP o del Sutep, o las huestes
de Sendero Luminoso y el MRTA, o las cúpulas de los partidos
tradicionales».
Su pareja fue Martha Flores Gutiérrez, y ambos fueron padres de la socióloga Indira Huilca, que en las Elecciones generales de Perú de 2016, resultó elegida congresista de la república por el partido Frente Amplio, para el periodo 2016-2021.

## Asesinato
El 18 de diciembre de 1992 Huilca se había levantado temprano y, tras desayunar, se dirigió a la cochera para sacar su auto. Luego, regresó a su casa para recoger a su hija Flor de María y a Julio Flores Escobar, hijo de su pareja. Los tres se dirigieron a su vehículo. Su pareja, Martha Flores, se quedó en la puerta de la casa. En ese instante, Huilca fue tiroteado en el distrito de Los Olivos delante de su familia. Con la ayuda de un vecino, Flor de María logró trasladar a su padre, herido de muerte, al Hospital Cayetano Heredia, donde llegó cadáver.

### Hipótesis y versiones sobre su autoría
La autoría del crimen contra Huilca no fue esclarecida por la justicia. Las principales hipótesis apuntan a la organización terrorista Sendero Luminoso o al destacamento de aniquilamiento del Ejército conocido como grupo Colina, mientras que la viuda de Huilca acusó públicamente a Alberto Fujimori. Tanto los miembros señalados del comité central senderista como los del grupo Colina han negado su participación.

#### Primera hipótesis
Tanto las investigaciones de la Dirección contra el Terrorismo de la policía como la versión de la Comisión de la Verdad y algunas investigaciones periodísticas se inclinan por la hipótesis que señala la responsabilidad de Sendero Luminoso.
Las versiones iniciales desde la policía indicaban que la autoría de su muerte recaía en manos del grupo terrorista Sendero Luminoso. Asimismo, la publicación prosenderista El Diario reivindicó la acción y señaló:

«"Duro Golpe a la Reacción: Huilca!”
¡Contundente golpe al revisionismo y la reacción!
Rodó cabeza negra de "Don Pedro"

La ejecución del vendeobreros Huilca –realizado por un contingente del Ejército Popular de Liberación del Partido Comunista del Perú, que jefatura el querido y respetado Presidente Gonzalo– cumplió las exigencias y demandas de la clase obrera, en especial de las bases de Construcción Civil, quienes han sufrido en carne propia las traiciones de este verdugo revisionista...

En el marco de la campaña por el Centenario del Presidente Mao Tsetung, el aniquilamiento del reaccionario Huilca se constituyó en el mejor homenaje del PCP al proletariado revolucionario nacional y mundial que hoy pasa a comandar la nueva ofensiva de la revolución mundial, poniendo el Maoísmo como mando y guía...

Cayó un vendeobrero, un revisionista, un contrarrevolucionario que pretendió enfrentarse a la Guerra Popular y al PCP. Así caerán todos los que han traficado y traicionado la justa y definitiva emancipación del proletariado y el pueblo.

Solo el pueblo juzga y sanciona a sus verdaderos verdugos y genocidas».
El Diario. Nº 625 diciembre 1992-enero 1993

La atribución al PCP-SL fue respaldada por el periodista Ricardo Uceda en un libro publicado en 2004, así como por el Informe Final de la Comisión de la Verdad y Reconciliación de 2003. De acuerdo con la versión de Uceda, en mayo de 1991 se le habría presentado a los altos mandos senderistas un plan para asesinar a Pedro Huilca y Abimael Guzmán, líder de la organización, lo habría desaprobado. Tras la captura de Guzmán y la crisis interna que desencadenó, un comité senderista habría decidido la eliminación de Huilca sin la aprobación de Guzmán como parte de la campaña por el aniversario del nacimiento de Mao Tse Tung. Según Uceda, siguiendo las investigaciones realizadas por la DINCOTE, el Destacamento de la Zona Norte, subordinado al Comité Metropolitano de Lima y liderado por Juan Francisco Tulich Morales ("David"), habría sido el encargado de realizar el seguimiento a Huilca. Luego, se habría dispuesto la ejecución a un Destacamento Especial conformado por Margot Cecilia Domínguez Berrospi ("Edith"), "Hernán", "Manolo", Hernán Ismael Dipas Vargas (Benjamín), Percy Glodoaldo Carhuaz Tejada (Martín), José Marcos Iglesias Cotrina (Óscar), Yuri Higinio Huamán Gazani (Sergio), Germán y otros no identificados. La versión de Uceda sostiene que "Edith" habría tenido el mando político de la acción, mientras que Rocío Leandro Melgar ("Cusi") habría sido la encargada de seleccionar a los ejecutantes. Entre los días 13 y 15, el Destacamento Especial se habría reunido en la casa de Fidel Moisés Ataurima, ubicada en Puente Piedra, para coordinar los detalles de la operación. Luego, el día 15, se habrían trasladado a la casa de Juan Ricardo Peña Bardales ("Alejandro") en Comas. El 16 de diciembre habrían robado un automóvil que abandonaron al no poder ubicar el objetivo. El 17 de diciembre "Edith" y "Hernán", con un croquis elaborado por "Martín", detallaron la secuencia del asesinato. El 18 de diciembre, a las 6:30 de la mañana, la policía detuvo a "Sergio" y "Óscar" cuando intentaban robar un vehículo, encontrándose entre sus pertenencias explosivos.
Según la versión de la DINCOTE, los senderistas no contaban con un vehículo y optaron por escapar a pie. Al evaluar los hechos, los senderistas habrían concluido que el asesinato de Huilca fue un error.
En abril de 2003, Abimael Guzmán negó la autoría del asesinato en una entrevista con integrantes de la Comisión de la Verdad. Ricardo Uceda atribuye esto último a la coyuntura judicial de persecución de los crímenes del fujimorato. En ese mismo contexto, el dirigente senderista Óscar Ramírez Durand, crítico de Guzmán, en reunión con la Subcomisión Investigadora del Congreso que procesaba la acusación constitucional contra Alberto Fujimori, mencionó la posibilidad de que el líder máximo senderista fuera quien ordenó la muerte de Huilca:

«Yo creo que sí, porque en una reunión él [Guzmán] manifestó que ese tipo [Huilca] era un agente de la reacción que odiaba a los senderistas que participaban en las marchas de Construcción Civil y que incluso filmaba a los compañeros y entregaba esas filmaciones a la Policía y que ese tipo se había convertido en un enemigo del pueblo, del proletariado, en un esquirol, en un vendeobreros. Se supone que plantear eso es prácticamente convertirlo en un blanco...»

«Después, yo no sé qué directivas pudo haber dado él [Guzmán] al Comité Metropolitano para que lo aniquilen... Pero yo creo que sí estaba en los planes de este señor [Guzmán]. ¿Por qué? Porque siendo Pedro Huilca, como él decía [Guzmán], un esquirol, un miembro de la CGTP, un revisionista. Y el revisionismo para este individuo era el peor enemigo en las filas del pueblo, era el enemigo principal en las filas del proletariado y del pueblo».

#### Segunda hipótesis
El Ministerio Público se inclinó por la segunda hipótesis, apuntando al Grupo Colina. Presentó una acusación penal en ese sentido, pero no ha logrado que el Poder Judicial condene a Vladimiro Montesinos y Santiago Martin Rivas por el homicidio.
La familia de Huilca, incluyendo a su hija Indira también se ha pronunciado en este sentido.
El 19 de diciembre de 1992 Martha Flores, viuda de Huilca, acusó al expresidente Fujimori del asesinato. Teódulo Hernández, secretario general adjunto de la CGTP, secundando a Flores declaró que Pedro Huilca fue asesinado "cuando se aprestaba a reforzar su lucha contra las brutales medidas antilaborales y antipopulares de la dictadura".

«No es Sendero ni el MRTA, esa no es la mano que ha matado a Pedro Huilca, es el gobierno hambreador de Fujimori que ha mandado a sus sicarios a quitarle la vida a mi esposo... Y ha sido Fujimori -agrega- porque siempre pensó que Pedro era amigo de Alan García y pactó con Belaunde, cuando lo que él quería es la mejora de los obreros de construcción civil».
Martha Flores

Entre los años 1997 y 2001 varias declaraciones de exagentes de inteligencia responsabilizaron al Grupo Colina del asesinato. En abril de 1997, el general retirado Rodolfo Robles Espinoza publicó una carta del exagente de inteligencia Mesmer Carles Talledo donde acusa al Grupo Colina de ejecutar el homicidio debido a la amenaza de Huilca de realizar continuos paros nacionales ante las medidas que iba a aplicar Fujimori. El 23 de noviembre de ese mismo año, Jorge del Castillo grabó un video a Mesmer Talledo donde este declaraba que "con orden superior, o sea, del Gral. [Juan] Rivera Lazo, en mi presencia ordenó al mayor Martín Rivas para que asesine a Pedro Huilca Tecse". Estas declaraciones hizo que se abriera una investigación en el congreso. Seis días después, Mesmer Talledo fue indultado por el delito de traición a la patria por Fujimori. El 7 de diciembre, Mesmer Talledo se retractó de sus declaraciones. El 5 de enero de 1998, Mesmer Talledo negó haber escrito la carta y haber recibido la visita de Del Castillo a pesar del video. En junio de 1998 la acusación de Mesmer Talledo fue desestimada, aunque para Del Castillo el asesinato fue realizado por el Grupo Colina.
El 20 de noviembre del 2000, el exagente de inteligencia Clemente Alayo Calderón responsabilizó al Grupo Colina del asesinato en una carta. En 2001 ratificó sus declaraciones indicando que Santiago Martín Rivas le entregó mil dólares para aniquilar al líder sindical. Sin embargo, Ricardo Uceda señala que Alayo Calderón realizó sus acusaciones para obtener un indulto tal como lo obtuvo Mesmer Talledo.
El 6 de febrero del 2001, un exagente de inteligencia se presentó ante un representante del Ministerio Público, y declaró que Mesmer Talledo le había referido que el Grupo Colina fue el autor del asesinato del líder sindical, por orden del entonces jefe del Servicio de Inteligencia, Julio Salazar Monroe, y el propio presidente Fujimori:

«El que ordena la muerte en el año 1992 de HUILCA TECSE (…) el General Julio Salazar Monroe, Jefe del SIN, ello lo sé porque en vista que no podía ingresar a las instalaciones militares, el hombre de enlace era Mesmer Carles Talledo, siendo este quien me dijo que los operativos de Inteligencia eran de conocimiento del Presidente Fujimori, y que este ordenaba el pago por los trabajos que realizamos».

Sobre la base de estas declaraciones en su dictamen final la Subcomisión investigadora de la denuncia Constitucional Nro. 130 y otras contra el expresidente Alberto Fujimori por violaciones a los derechos humanos, recomendó que se investigue dicha denuncia a profundidad, la que se formó en el 2003.
La Corte Interamericana de Derechos Humanos consideró plausible la atribución a Colina. aunque debe recordarse que esa corte juzga responsabilidades de los Estados y no atribuye responsabilidades penales a individuos concretos.

- Los hechos del presente caso se contextualizan en el marco del conflicto armado peruano, donde los integrantes del grupo Colina, compuesto por miembros del Ejército, cometieron una serie de violaciones a los derechos humanos como parte de una política antisubversiva que se extendió a la eliminación de personas que eran percibidas contrarias al régimen. Pedro Huilca Tecse era secretario general de la Confederación General de Trabajadores del Perú y participó durante muchos años como activista político y sindical.

- El 18 de diciembre de 1992 Pedro Huilca Tecse se disponía a salir de su domicilio en la ciudad de Lima en compañía de sus hijos, cuando miembros del grupo Colina se les acercaron. Uno de ellos le disparó varias veces, lo cual ocasionó su muerte. Sus familiares interpusieron una serie de recursos a fin de que se investigue lo sucedide y se sancionen a los responsables de la muerte de Pedro Huilca Tecse.
Corte Interamericana de Derechos Humanos. Ficha Técnica: Huilca Tecse Vs. Perú

Estas distintas evidencias llevaron al Ministerio Público Peruano a presentar acusaciones penales contra Vladimiro Montesinos Torres y miembros del Grupo Colina por el homicidio de Huilca. En 2023, el Poder Judicial sentenció (en primera instancia) absolviendo de los cargos a Vladimiro Montesinos y los miembros del Grupo Colina, estableciendo que no era posible probar la culpabilidad de estos más allá de la duda razonable. De la sala conformada por tres jueces, dos votaron por la absolución y un voto disidente por la condena.

### Sentencia de la Corte Interamericana de Derechos Humanos
Como resultado del caso Huilca Tecse vs. Perú, la Corte Interamericana de Derechos Humanos condenó al Estado Peruano por no haber garantizado el derecho al acceso a la justicia de los deudos de Huilca. Se estableció, en consecuencia, la obligación del Estado de investigar y sancionar el asesinato, y una serie de reparaciones para sus deudos.
En la sentencia del 3 de marzo de 2005, la Corte IDH exigió al Estado peruano lo siguiente:
1. Investigar efectivamente los hechos del presente caso con el fin de identificar, juzgar y sancionar a los autores materiales e intelectuales de la ejecución extrajudicial del señor Pedro Huilca Tecse. El resultado del proceso deberá ser públicamente divulgado, en los términos de los párrafos 107 y 108 de la Sentencia;
2. Realizar un acto público de reconocimiento de responsabilidad en relación con el presente caso, y pedir una disculpa pública a los familiares de la víctima, en los términos del párrafo 111 de la Sentencia;
3. Publicar en el Diario Oficial y en otro diario de circulación nacional, tanto la Sección denominada “Hechos Establecidos” como la parte resolutiva de la presente Sentencia, en los términos del párrafo 112 de la Sentencia;
4. Establecer una materia o curso sobre derechos humanos y derecho laboral, que se denomine “Cátedra Pedro Huilca”, en los términos del párrafo 113 de la Sentencia;
5. Recordar y exaltar en la celebración oficial del 1 de mayo (Día del trabajo) la labor del señor Pedro Huilca Tecse en favor del movimiento sindical del Perú, en los términos del párrafo 114 de la Sentencia;
6. Erigir un busto en memoria del señor Pedro Huilca Tecse, en los términos del párrafo 115 de la Sentencia;
7. Brindar atención y tratamiento psicológico a los familiares de la víctima, en los términos del párrafo 116 de la Sentencia;
8. Pagar las cantidades fijadas en los párrafos 98 y 99 de la Sentencia a los familiares de la víctima del presente caso, por concepto de daño moral (US$ 60.000 por Pedro Huilca Tecse (víctima); US$ 40.000 a Martha Flores Gutiérrez (pareja); US$ 20.000 a Indira Isabel Huilca Flores (hija); US$ 20.000 a José Carlos Huilca Flores (hijo); US$ 40.000 a Flor de María Huilca Gutiérrez (hija); US$ 20.000 a Katiuska Tatiana Huilca Gutiérrez [hija]; US$ 20.000 a Pedro Humberto Huilca Gutiérrez [hijo]; US$ 30.000 a Julio César Escobar Flores (hijastro), en los términos de los párrafos 92, 100, 101, 120 y 121 de la Sentencia;
9. Pagar la cantidad fijada en el párrafo 94 de la Sentencia (US$ 20.000) a la señora Martha Flores Gutiérrez, por concepto de daño material, en los términos de los párrafos 95 y 120 de la Sentencia; y
10. Depositar la indemnización consignada a favor de los menores Indira Isabel Huilca Flores y José Carlos Huilca Flores en una inversión bancaria a nombre de estos en una institución peruana solvente, en dólares estadounidenses o en moneda nacional del Estado, a elección de la persona que legalmente los represente, dentro del plazo pactado por la partes, y en las condiciones financieras más favorables que permitan la legislación y la práctica bancaria, mientras sean menores de edad, en los términos de los párrafos 120.3 y 121 de la presente Sentencia.

## Busto de Pedro Huilca
El 18 de diciembre de 2012, en el vigésimo aniversario de su muerte, se colocó un busto de Pedro Huilca en la Plaza Víctor Raúl Haya de la Torre de Lima, cuya autoría corresponde al escultor Víctor Delfín. El busto fue retirado en marzo de 2015 a causa de las obras del by-pass en la zona con el compromiso de que sería repuesto al finalizar las mismas. A inicios de 2018, el monumento fue repuesto en su lugar, en la hoy denominada Alameda 28 de julio, tras casi tres años de obras.
El 24 de abril de 2018, el busto de Pedro Huilca fue declarado Patrimonio Cultural de la Nación, junto con otras 91 esculturas monumentales ubicadas en el Centro Histórico de Lima.